# منتزه ومحمية كلوان الوطنية
منتزه ومحمية كلوان الوطنية هما منطقتان محميتان في الركن الجنوبي الغربي من إقليم يوكون. تم تخصيص محمية المنتزه الوطني في عام 1972 لتصبح حديقة وطنية، في انتظار تسوية مطالبات أراضي الأمم الأولى. غطت مساحة قدرها 22013 كيلومتر مربع (8499 ميل مربع). عندما تم التوصل إلى اتفاق مع قبيلتي تشامبان وآيشيهيك الأولى بشأن الجزء الشرقي من المحمية، أصبح هذا الجزء الذي تبلغ مساحته حوالي 5900 كيلومتر مربع (2300 ميل مربع) متنزهًا وطنيًا في عام 1993، وهي واحدة من نظام المتنزهات الوطنية المُدار بشكل مشترك، عمليا مع باركس كندا. يظل القسم الغربي الأكبر بمثابة محمية، في انتظار التسوية النهائية للمطالبة بالأرض مع أمة كلوان الأولى. يحد المنتزه كولومبيا البريطانية من الجنوب، بينما تحد المحمية كولومبيا البريطانية من الجنوب والولايات المتحدة (ألاسكا) من الجنوب والغرب.
وتضم المحمية أعلى جبل في كندا وهو جبل لوغان (5959 متر أو 19551 قدم) من سلسلة جبال سينت إلياس. تهيمن الجبال والأنهار الجليدية، بما في ذلك نهر دونجيك الجليدي، على المناظر الطبيعية في الحديقة، حيث تغطي 83% من مساحتها. أما باقي الأراضي في المنتزه فهي عبارة عن غابات وتندرا شرق أكبر الجبال والأنهار الجليدية - حيث يكون المناخ أكثر برودة وجفافًا منه في الأجزاء الغربية والجنوبية من المنتزه. تنمو الأشجار فقط عند أدنى ارتفاعات الحديقة. أنواع الأشجار الأساسية هي شجرة الصنوبر البيضاء، وحور بلسمي، والحور راجفياني.

## الأنشطة
تقع منطقة الاستخدام اليومي مع إطلاق القوارب ومرافق النزهة والمخيم في بحيرة كاثلين، ويتم تشغيلها من منتصف مايو إلى منتصف سبتمبر. يعد المشي لمسافات طويلة نشاطًا شائعًا على مسارات مثل بحيرة سينت إلياس، وطريق بحيرة موش، وشورتي كريك، وكوتونوود، ونهر روك الجليدي، ومسار نهر ديزاديش، ومسار ألسيك، ومسار شيب كريك، ومسار بوليون بلاتو، ومسار سليمز ويست أو قمة الجنود. التجديف النهري في نهر السيك (نهر التراث الكندي)، وركوب الدراجات الجبلية على طرق التعدين القديمة، وركوب الخيل عبر ممر ألسيك، وركوب القوارب في بحيرة كاثلين وبحيرة موش، بالإضافة إلى صيد سمك السلمون المرقط في البحيرة، والرمادي القطبي الشمالي، وتراوت قوس قزح، والبايك الشمالي وسمك السلمون المرقط. يعد سمك السلمون السوكي أيضًا من بين الأنشطة المتوفرة في الحديقة.
كانت الحديقة موضوعًا لفيلم قصير في مشروع الحدائق الوطنية لعام 2011، من إخراج لويز أرشامبولت وسجل جراهام فان بيلت وإيان ديسا وميشكا شتاين. في أغسطس 2013، زار روبرت كينيدي جونيور الابن الحديقة لرؤية جبل كينيدي، الذي تم تسميته كنصب تذكاري لعمه، الرئيس الأمريكي جون إف كينيدي.

## الحيوانات
تشمل أنواع الثدييات التي تعيش في هذه الحديقة ذئب يوكون، والدب، والقيوط، والمنك، والوشق، وثعالب النهر، والكاريبو، وموز يوكون، وفأر المسك، والأرنب الثلجي، والغرير، والثعلب الأحمر، وخروف دال، والقندس، ولفيرين، والماعز الجبلي، والسنجاب الأرضي في القطب الشمالي. تحتوي هذه الحديقة على حوالي 120 نوعا من الطيور، بما في ذلك طائر الترمجان الصخري والنسور الذهبية والأصلع.

### موقع التراث العالمي
تم إعلان منتزه ومحمية كلوان الوطنية والتي تضم كلون/رانجيل-ستريت. إلياس / جلاشير باي / تتشينشيني-ألسيك كموقع للتراث العالمي لليونسكو في عام 1979 بسبب المناظر الطبيعية الرائعة للأنهار الجليدية والحقول الجليدية بالإضافة إلى أهمية الأشجار الرمادية، موطن الدببة والوعل وأغنام دال. في تعداد عام 2009 لقطيع كلوان، كان هناك 181 وعل الجبل الشمالي، وهو نوع بيئي متميز من الوعل.

### حضور الأمم الأولى
تقع حديقة كلوان الوطنية ضمن الأراضي التقليدية لشعوب اتشامبان وآيشيهيك الأولى وأمة كلوان الأولى الذين لديهم تاريخ طويل من العيش في هذه المنطقة. ومن خلال الاتفاقيات النهائية التي أبرموها مع الحكومة الكندية، قاموا بتحويل حقوقهم في الحصاد في هذه المنطقة إلى قانون.

## روابط خارجية
- Canada website for Kluane NP
- World Heritage site
- Kluane — a National Film Board of Canada documentary
- - Champagne and Aishihik First Nations
- - Kluane First Nation